# Bukovica Donja (gmina Milići)
Bukovica Donja (cyr. Буковица Доња) – wieś w Bośni i Hercegowinie, w Republice Serbskiej, w gminie Milići. W 2013 roku liczyła 15 mieszkańców.